# Domkerk van Molde
De Domkerk van Molde (Noors: Molde domkyrke) is de zetelkerk van het bisdom Møre van de Kerk van Noorwegen. De kerk staat in de stad Molde en kreeg in 1983 de status van domkerk toen het bisdom Møre werd opgericht.

## Geschiedenis
De huidige kerk is de derde op deze plaats. De eerste werd in 1661 als kruiskerk gebouwd. Nadat de kerk afbrandde werd het in 1887 vervangen door een neogotische houten kerk. Tijdens bombardementen op het centrum van de stad in het begin van de Tweede Wereldoorlog op 29 april 1940 brandde ook deze houten kerk af. Nadat de oorlog voorbij was werden plannen gemaakt om een nieuwe kerk te maken. Ontwerper van het nieuwe gebouw was de architect Finn Bryn (1890-1975). Met het winnen van een architectuurwedstrijd wist hij de opdracht binnen te slepen. De totale kosten van de bouw bedroegen 3 miljoen Noorse kronen. Op 8 december 1957 werd het kerkgebouw voltooid.

## Beschrijving
De domkerk is een tweeschepig gebouw met een vrijstaande klokkentoren. De kerk heeft de vorm van een lange basiliek, maar met een zijbeuk aan de noordzijde en niet aan de zuidzijde.
Het votiefschip dat in de hoofdbeuk hangt is waarschijnlijk afkomstig uit de eerste kerk en dateert uit 1661. Het altaar in kruisvorm met een centraal reliëf van Christus en aan weerszijden twee reliëfs van de symbolen van de evangelisten werd gemaakt door Stinius Fredriksen. Verder is er elders in de kerk nog een altaarstuk (1887) uit de voormalige kerk: een schilderij van de vrouwen bij het lege graf van Axel Ender aan de linkerkant van de preekstoel en een altaarkruis (1661) rechts van het koor bij het doopvont. De vensters in de noordelijke muur zijn gemaakt door Oddmund Kristiansen, terwijl het westelijke roosvenster is ontworpen door Finn Bryn. Het gewelf van het kerkschip werd door Sverre Lura en Roy Augustin geschilderd. De kerk biedt plaats aan ongeveer 900 gelovigen.
In de circa 60 meter hoge toren op de zuidwestelijke hoek van de kerk hangt een beiaard met 26 klokken dat vanuit de kerk kan worden bediend.

## Orgel
Het orgel stamt uit 1999 en werd gebouwd door Rieger Orgelbau uit Oostenrijk. Het instrument heeft 50 registers op drie manualen en pedaal.